# Pseudoryssomus formosus
Pseudoryssomus formosus is een keversoort uit de familie lieveheersbeestjes (Coccinellidae). De wetenschappelijke naam van de soort is voor het eerst geldig gepubliceerd in 1974 door Gordon.